# Reprezentacja Tahiti w piłce nożnej mężczyzn
Reprezentacja Tahiti w piłce nożnej – reprezentacja Polinezji Francuskiej, członek FIFA od 1990.
Obok Australii (byłego członka OFC) i Nowej Zelandii to najbardziej utytułowany zespół Oceanii – czterokrotnie grał w finale Pucharu tego kontynentu, w 2012 roku triumfując. Dzięki temu zawodnicy Tahiti w 2013 występowali w Pucharze Konfederacji w Brazylii. Turniej ten zakończyli po fazie grupowej.
Na mistrzostwach świata Tahiti jeszcze nie zadebiutowało.
Obecnym selekcjonerem kadry Tahiti jest Ludovic Graugnard.

## Eliminacje doMistrzostw Świata 2014

### Grupa A
| Miejsce | Drużyna        | Mecze | Punkty | Zwyc. | Rem. | Por. | Bramki |
| ------- | -------------- | ----- | ------ | ----- | ---- | ---- | ------ |
| 1       | Tahiti         | 3     | 9      | 3     | 0    | 0    | 18-5   |
| 2       | Nowa Kaledonia | 3     | 6      | 2     | 0    | 1    | 17-6   |
| 3       | Vanuatu        | 3     | 3      | 1     | 0    | 2    | 8-9    |
| 4       | Samoa          | 3     | 0      | 0     | 0    | 3    | 1-24   |

### Trzecia runda
Trzecia runda kwalifikacji rozgrywana była pomiędzy półfinalistami Pucharu Narodów Oceanii 2012 w terminie od 7 września 2012 do 26 marca 2013. Mecze rozgrywane były systemem "każdy z każdym" mecz i rewanż. Najlepsza drużyna uzyskała awans do barażu interkontynentalnego.
| Miejsce | Drużyna        | Mecze | Punkty | Zwyc. | Rem. | Por. | Bramki |
| ------- | -------------- | ----- | ------ | ----- | ---- | ---- | ------ |
| 1       | Nowa Zelandia  | 6     | 18     | 6     | 0    | 0    | 17-2   |
| 2       | Nowa Kaledonia | 6     | 12     | 4     | 0    | 2    | 17-6   |
| 3       | Tahiti         | 6     | 3      | 1     | 0    | 5    | 2-12   |
| 4       | Wyspy Salomona | 6     | 3      | 1     | 0    | 5    | 5-21   |

## Udział wMistrzostwach Świata
- 1930 – 1990 – Nie brało udziału (nie było członkiem FIFA)
- 1994 – 2022 – Nie zakwalifikowało się

## Udział wPucharze Narodów Oceanii
- 1973 – II miejsce
- 1980 – II miejsce
- 1996 – II miejsce
- 1998 – IV miejsce
- 2000 – Faza grupowa
- 2002 – III miejsce
- 2004 – Druga faza grupowa
- 2008 – Nie zakwalifikowało się
- 2012 – Mistrzostwo
- 2016 – Faza grupowa